# Alan Barclay
Alan Barclay (eigentlich George Barclay Tait; geboren am 13. Dezember 1909; gestorben im Februar 1991 in Stockport, Cheshire) war ein britischer Science-Fiction-Autor.
Tait war Bauingenieur und diente im Zweiten Weltkrieg in der Royal Air Force.
Ab 1951 begann er Kurzgeschichten zu veröffentlichen, hauptsächlich in Science Fantasy und New Worlds.
Sein erster Roman, die Space Opera Of Earth and Fire (1974), ein Fix-up zuvor veröffentlichter Geschichten, wurde unter dem Titel Die Raumsoldaten ins Deutsche übersetzt.

## Bibliografie
Romane
- Of Earth and Fire (1974)
  - Deutsch: Die Raumsoldaten. Übersetzt von Horst Pukallus. Bastei-Lübbe SF #21061, 1974, ISBN 3-404-04964-0.
- The City and the Desert (1976)
- No Magic Carpet (1976)
- The Cruel Years of Winter (1978)
- The Guardian at Sunset (1979)

Kurzgeschichten
1951:
- Welcome, Stranger! (in: New Worlds, #11 Autumn 1951)

1952:
- Information (in: Astounding Science Fiction, February 1952)
- Enemy in Their Midst (in: Science-Fantasy, v 2 # 5, Autumn 1952)

1953:
- The Hard Way (in: New Worlds Science Fiction, #21 June 1953)

1954:
- The Lever and the Fulcrum (in: Authentic Science Fiction Monthly, #44 April 1954)
- Only an Echo (in: New Worlds Science Fiction, #22 April 1954)
- Walk into My Parlour (in: New Worlds Science Fiction, #23 May 1954)
- The Firebird (in: New Worlds Science Fiction, #26 August 1954)

1955:
- The Dragon (in: Science Fantasy, February 1955)
- The Real McCoy (in: New Worlds Science Fiction, #34 April 1955)
- The Single Ship (in: New Worlds Science Fiction, #39 September 1955)
- Rock 83 (in: New Worlds Science Fiction, #40 October 1955)

1956:
- The Hot Potato (in: New Worlds Science Fiction, #43 January 1956)
- Louey (in: Science Fantasy, v 6 #17, 1956)
- The Refugee (in: New Worlds Science Fiction, #48 June 1956)
- The Thing in Common (in: New Worlds Science Fiction, #50 August 1956)
- The Neutral (in: New Worlds Science Fiction, #53 November 1956)
- The Executioner (in: New Worlds Science Fiction, #54 December 1956)

1957:
- A Jacko for McCoy (in: Saturn, March 1957)
- Misfit (in: New Worlds Science Fiction, #60 June 1957)
- To Percy (in: New Worlds Science Fiction, #65 November 1957)

1959:
- The Silver Moons (in: New Worlds Science Fiction, #82 April 1959)
- Nearly Extinct (in: New Worlds Science Fiction, #89 December 1959)
- Who Was Here? (1959, in: Science Fantasy, #38 December)

1961:
- The Scapegoat (1961, in: New Worlds Science Fiction, #105 April)
- Haircrack (1961, in: New Worlds Science Fiction, #106 May)

Sachliteratur
- Interplanetary Navigation (in: New Worlds Science Fiction, #67 January 1958)
- The Bow (1960, in: Science Fiction Adventures, No. 17)